# 오쿠사촌 (아이치현)
오쿠사촌(大草村)은 일본 아이치현 히가시카스가이군에 설치되었던 촌이다. 현재의 고마키시의 일부에 해당한다.